# Hermannskarsee

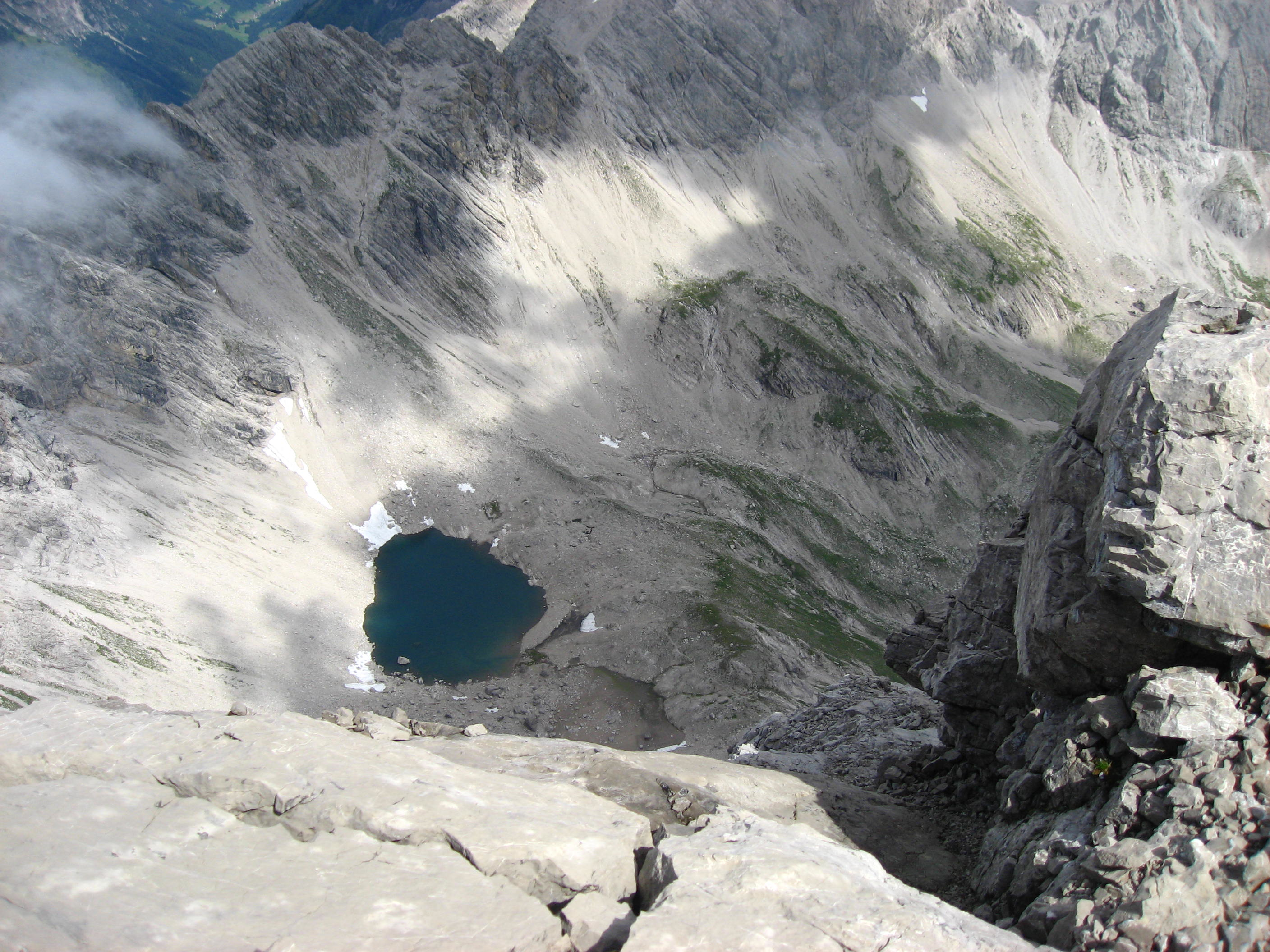
Das Hermannskar mit dem gleichnamigen See vom Gipfel des Großen Krottenkopfes

Der Hermannskarsee ist ein Karsee in den Allgäuer Alpen in Nordtirol.

## Lage und Erschließung
Der Hermannskarsee befindet sich auf einer Höhe von 2216 m im Hermannskar, einem felsigen Hochtal in der Hornbachkette. Kar und See sind umgeben vom Großen Krottenkopf im Südwesten, der westlich gelegenen Hornbachspitze und den Faulewandspitzen im Norden. Die Marchspitze erhebt sich östlich. Der See liegt vollumfänglich in Tirol, ungefähr einen Kilometer südöstlich von der Grenze zu Bayern entfernt. Erreichbar u. a. von Elbigenalp/Lechtal über die Hermann von Barth-Hütte bzw. die Bernhardseckhütte, oder von der Kemptner Hütte über die Krottenkopfscharte.

## Charakter
Der See liegt in felsiger, gerölliger Umgebung oberhalb der Waldgrenze und ist in der Regel bis in den Sommer hinein gefroren und mit Schnee bedeckt. Der See hat eine ovale Form und misst, in Abhängigkeit von den jahreszeitlich veränderlichen Zuflüssen, ungefähr 160 auf 100 Meter.